# Гусейнов, Яхья Касимович
Яхья Касимович Гусейнов (1906—1941) — советский железнодорожник, депутат Верховного Совета СССР 1-го созыва.

## Биография
Работал машинистом в депо Баладжары Азербайджанской ССР. В 1937 году был избран депутатом Верховного Совета СССР 1-го созыва.
С началом Великой Отечественной войны Гусейнов обратился к руководству Народного комиссариата путей сообщения СССР с просьбой послать его на фронт. Просьба его была удовлетворена — Гусейнов был направлен уполномоченным НКПС СССР на Западной железной дороге. Организовывал движение поездов с грузами для фронта и эвакуируемым имуществом, вывод из узлов скопившихся поездов. Во время немецкого авиационного налёта на Смоленск Гусейнов был ранен в руку, но остался на своём посту. Позднее продолжал работать в Ярцево, где и погиб во время очередной бомбардировки города. Именем железнодорожника названа улица в посёлке Баладжары Бинагадинского района Баку.